# تومي ستيوارت
تومي ستيوارت (بالإنجليزية: Tommy Stewart)‏ (1 يناير 1881 بسندرلاند في المملكة المتحدة - 1 يناير 1955 بسندرلاند في المملكة المتحدة) هو لاعب كرة قدم بريطاني (وحمل سابقاً جنسية المملكة المتحدة لبريطانيا العظمى وأيرلندا) في مركز الظهير. لعب مع برايتون أند هوف ألبيون ونادي برينتفورد ونادي بورتسموث ونادي سندرلاند ونادي ليتون أورينت.